# L'Ombre de Liberty
L'Ombre de Liberty es una película del año 2006.

## Sinopsis
El capitán Ekumu, desde su puesto, se acuerda de la caza de la radio pirata “Liberty”… en un barrio popular de un país imaginario. Liberty, voz metálica, es imperceptible como una sombra. Se captura por fases de quince minutos en las ondas de la radio local. Mateup, antiguo periodista venido a menos, vive con su hermana Atita, que lo mantiene vendiendo sus encantos. El capitán Ekumu está lleno de problemas: su hijo se está muriendo y no tiene los medios de curarlo. Su pareja Essen está desesperada. El cruel coronel Paturo es el encargado de anunciar una buena prima a quien permita el arresto del pirata de Liberty. ¿Cómo capturar una voz sin cuerpo? Un culpable que hay que encontrar. Mateup, fichado por las fuerzas especiales, sirve de coartada. Para Ekemu, sería una solución… Para Mabika, un modo de vengarse de Mateup y Atita.

## Premios
- FESPACO 2007